# San José de Yanashi
San José de Yanashi, o simplemente Yanashi, es una localidad peruana, en el distrito de Las Amazonas, provincia de Maynas, al noroeste del departamento de Loreto.

## Descripción
Yanashi se encuentra a orillas de una quebrada que conecta directamente con el río Amazonas. Es una localidad marginada, por lo que contrabandistas lo utilizan como puerto de traslado de madera ilegal obtenido de la cuenca del río Napo.
El pueblo se caracteriza por encontrarse casi inundado, por lo que los pobladores se transportan mediante botes.